# Kołos Krasnodar
Kołos Krasnodar (ros. Футбольный клуб «Колос» Краснодар, Futbolnyj Kłub "Kołos" Krasnodar) – rosyjski klub piłkarski z siedzibą w Krasnodarze.

## Historia
Klub został założony w 1992 jako Kołos Krasnodar i w tym że roku debiutował we Wtoroj lidze, strefie 1 Mistrzostw Rosji. Zajął drugie miejsce i awansował do Pierwoj Ligi. Ale nie utrzymał się w niej i spadł z powrotem do Wtoroj Ligi. W 1994 zajął ponownie drugie miejsce i powrócił do Pierwoj Ligi. Ale sytuacja powtórzyła się. Przedostatnie 21 miejsce doprowadziło do spadku. W 1996 klub zrezygnował z dalszych występów i został rozwiązany.

## Sukcesy
- 14 miejsce w Pierwoj Lidze, strefie zachodniej:

1993
- 1/32 finału Pucharu Rosji:

1996